# 최창호 (1891년)
최창호(崔昌鎬, 일본식 이름: 山本昌鎬야마모토 세이코, 1891년 ~ ?)는 일제강점기의 관료로, 본적은 평안남도 개천군 조양면이다.

## 생애
1912년 3월 경성고등보통학교 부설 임시교원양성소를 졸업했으며, 같은 해 4월부터 1914년까지 조선공립보통학교 훈도와 경상북도 영덕공립보통학교 훈도로 재직했다. 1914년부터 1918년까지 함경남도 영흥공립보통학교 훈도로 재직했고, 1920년 7월 평안남도 개천청년회 회장을 역임했다.
1920년 12월부터 1932년까지 평안남도 민선 도평의회원을 역임했으며, 1923년 6월 조선민립대학 기성회 개천지방부 임시의장을 역임했다. 1928년 11월 16일 일본 정부로부터 쇼와대례기념장을 받았고, 1929년부터 1934년까지 평안남도 개천군 조양면장을 역임했다.
1933년 7월 7일 조선 쇼와 5년 국세조사기념장을 받았으며, 1934년 11월 시중회 평의원으로 선임되었다. 1937년 5월 10일 평안남도 민선 도회의원, 1941년 9월 평안남도 관선 도회의원으로 선출되었고, 1941년 9월 조선임전보국단 발기인으로 참여했다.
1943년 10월에 열린 징병제시행감사적미영격멸결의선양전선공직자대회(徵兵制施行感謝敵米英擊滅決意宣揚全鮮公職者大會)에 참석했으며, 1944년 4월 21일부터 1945년 8월 15일 광복 때까지 조선총독부 중추원 참의를 역임했다.
민족문제연구소의 친일인명사전 수록자 명단의 중추원 부문, 친일단체 부문, 친일반민족행위진상규명위원회가 발표한 친일반민족행위 705인 명단에 포함되었다.

## 참고자료
- 친일반민족행위진상규명위원회 (2009). 〈최창호〉. 《친일반민족행위진상규명 보고서 Ⅳ-18》. 서울. 476~484쪽.